# Rhomboptera
Rhomboptera is een geslacht van rechtvleugeligen uit de familie sabelsprinkhanen (Tettigoniidae). De wetenschappelijke naam van dit geslacht is voor het eerst geldig gepubliceerd in 1895 door Redtenbacher.

## Soorten
Het geslacht Rhomboptera omvat de volgende soorten:
- Rhomboptera honorabilis Brunner von Wattenwyl, 1895
- Rhomboptera selangorensis Muzamil, 2005
- Rhomboptera semilunata de Jong, 1939